# ناحیه عزابه
ناحیه عزابه (به عربی: دائرة عزابة) یک ناحیه در الجزایر است که در استان سکیکده واقع شده‌است. ناحیه عزابه ۸۰۴٫۳۴ کیلومتر مربع مساحت و ۹۲٬۳۳۹ نفر جمعیت دارد.